# قرر (ذمار)
قرر هي إحدى قرى الجمهورية اليمنية. تتبع جغرافيا لمحافظة ذمار وإداريًا لمديرية عنس. يبلغ تعداد سكانها 1477 نسمة حسب الإحصاء الذي أجري عام 2004.